# Palais du Petit Prévôt
Le palais du Petit Prévôt (en hongrois : kispréposti palota) est un édifice situé à Eger. 